# André Kiesewetter
André Kiesewetter född 20 augusti 1969 i Neuhaus am Rennweg i Thüringen är en tysk tidigare backhoppare som tävlade för Östtyskland och senare för ett återförenat Tyskland. Han representerade SC Motor Zella-Mehlis. 

## Karriär
André Kiesewetter debuterade internationellt i världscupen i stora backen i Liberec i dåvarande Tjeckoslovakien 14 januari 1990. Kiesewetter var den första tyska backhopparen att använda den nya V-stilen efter att Jan Boklöv från Sverige vann världscupen 1988/1989 med den nya backhoppningstekniken. Kiesewetter vann sin första deltävling i världscupen i stora backen i Lake Placid i USA 2 december 1990. Två veckor senare vann han världscuptävlingen i normalbacken i Sapporo i Japan. Han blev nummer 10 sammanlagt i världscupen säsongen 1990/1991, hans bästa resultat. I tysk-österrikiska backhopparveckan blev han som bäst säsongen 1992/1993 då han blev nummer 72 totalt.
Kiesewetter deltog i Skid-VM 1991 i Val di Fiemme i Italien. I de individuella tävlingarna blev han nummer 12 i normalbacken och nummer 7 i stora backen. I lagtävlingen vann Kiesewetter en bronsmedalj tillsammans med lagkamraterna Jens Weissflog, Dieter Thoma och Heiko Hunger. Tyskland var 18,1 poäng efter segrande Österrike och 13,4 poäng efter silvermedaljörerna från Finland. 
Under skidflygning i Planica 1991 i dåvarande Jugoslavien blev Kiesewetter nummer tre och satte en inofficiell världsrekord. Han hoppade 196 meter, vilket var han längsta hopp. André Kiesewetter skadade sig under träning hösten 1991. Världseliten i backhoppning använde nu den nya backhoppningsstilen och Kiesewetter fick svårt att hävda sig i tävlingar. Han avslutade sin aktiva karriär 1995.

## Senare karriär
Efter avslutad idrottskarriär startade Kiesewetter sin utbildning till fysioterapeut och han har bland annat samarbetat med flera handbollsklubbar.